# Tiro esportivo nos Jogos Pan-Americanos de 2011 - Carabina de ar 10 m feminino
A competição da carabina de ar 10 m feminino foi um dos eventos do tiro esportivo nos Jogos Pan-Americanos de 2011, em Guadalajara. Foi disputada no Polígono Pan-Americano de Tiro no dia 17 de outubro.
A medalha de ouro foi conquistada pela americana Emily Caruso igualando o recorde dos Jogos Pan-Americanos. A medalha de prata ficou com a campeã dos Jogos Pan-Americanos de 2007, Eglys de la Cruz de Cuba e a medalha de bronze ficou com a mexicana Rosa Peña.

## Calendário
Horário local (UTC-6).
| Data          | Horário | Fase         |
| ------------- | ------- | ------------ |
| 17 de outubro | 11:30   | Qualificação |
| 17 de outubro | 15:00   | Final        |

## Medalhistas
| Ouro   | USA Emily Caruso     |
| Prata  | CUB Eglys de la Cruz |
| Bronze | MEX Rosa Peña        |

## Resultados

### Qualificação
| Pos. | Atiradora          | País                     | 1   | 2   | 3   | 4   | Total | Obs.                  |
| ---- | ------------------ | ------------------------ | --- | --- | --- | --- | ----- | --------------------- |
| 1    | Emily Caruso       | USA Estados Unidos       | 98  | 100 | 100 | 100 | 396   | Q, EPR                |
| 2    | Eglys de la Cruz   | CUB Cuba                 | 97  | 99  | 100 | 98  | 394   | Q                     |
| 3    | Rosa Peña          | MEX México               | 99  | 10) | 96  | 98  | 393   | Q                     |
| 4    | Alexis Martínez    | MEX México               | 98  | 99  | 97  | 97  | 391   | Q                     |
| 5    | Meghann Morrill    | USA Estados Unidos       | 96  | 99  | 98  | 98  | 391   | Q                     |
| 6    | Sofía Padillia     | ECU Equador              | 95  | 99  | 99  | 98  | 391   | Q                     |
| 7    | Marlil Romero      | VEN Venezuela            | 97  | 98  | 97  | 98  | 390   | Q                     |
| 8    | Melissa Mikec      | ESA El Salvador          | 94  | 99  | 99  | 96  | 388   | Q Shoot-off 51.0 10.1 |
| 9    | Dianelys Pérez     | CUB Cuba                 | 98  | 97  | 95  | 98  | 388   | Shoot-off 51.0 10.0   |
| 10   | Yarimar Mercado    | PUR Porto Rico           | 100 | 94  | 97  | 97  | 388   | Shoot-off 50.8        |
| 11   | Roberta de Almeida | BRA Brasil               | 98  | 97  | 97  | 96  | 388   | Shoot-off 49.4        |
| 12   | Diliana Méndez     | VEN Venezuela            | 96  | 98  | 98  | 96  | 388   | Shoot-off 49.1        |
| 13   | Monica Fyfe        | CAN Canadá               | 98  | 97  | 99  | 94  | 388   | Shoot-off 48.8        |
| 14   | Amy Bock           | PUR Porto Rico           | 96  | 97  | 99  | 96  | 388   | Shoot-off 48.3        |
| 15   | Amelia Fournel     | ARG Argentina            | 96  | 96  | 96  | 98  | 386   |                       |
| 16   | Diana Velasco      | GUA Guatemala            | 97  | 99  | 95  | 93  | 384   |                       |
| 17   | Carina García      | BOL Bolívia              | 94  | 96  | 96  | 98  | 384   |                       |
| 18   | Sara Vizcarra      | PER Peru                 | 96  | 98  | 93  | 97  | 384   |                       |
| 19   | Johana Pineda      | ESA El Salvador          | 95  | 97  | 97  | 94  | 383   |                       |
| 20   | Gladys Aguilera    | CHI Chile                | 96  | 96  | 94  | 97  | 383   |                       |
| 21   | Karina Rodríguez   | PER Peru                 | 98  | 96  | 94  | 95  | 383   |                       |
| 22   | Cristina de Mello  | BRA Brasil               | 94  | 94  | 98  | 97  | 383   |                       |
| 23   | Gabriela Lobos     | CHI Chile                | 94  | 99  | 94  | 94  | 381   |                       |
| 24   | Wendy Palomeque    | BOL Bolívia              | 98  | 95  | 97  | 91  | 381   |                       |
| 25   | Cynthia Hamulas    | CAN Canadá               | 96  | 93  | 96  | 96  | 381   |                       |
| 26   | Edna Monzón        | GUA Guatemala            | 95  | 95  | 94  | 96  | 380   |                       |
| 27   | María Cardellino   | ARG Argentina            | 91  | 96  | 95  | 96  | 378   |                       |
| 28   | Diana Cabrera      | URU Uruguai              | 93  | 95  | 94  | 92  | 374   |                       |
| 29   | Maziel González    | DOM República Dominicana | 90  | 91  | 93  | 89  | 363   |                       |

### Final
| Pos.              | Atiradora            | Qualificação | 1    | 2    | 3    | 4    | 5    | 6    | 7    | 8    | 9    | 10   | Final | Total | Obs. |
| ----------------- | -------------------- | ------------ | ---- | ---- | ---- | ---- | ---- | ---- | ---- | ---- | ---- | ---- | ----- | ----- | ---- |
| Medalha de ouro   | USA Emily Caruso     | 396          | 10.3 | 10.2 | 9.7  | 9.6  | 10.3 | 10.9 | 10.2 | 10.2 | 10.1 | 10.3 | 101.8 | 497.8 | FPR  |
| Medalha de prata  | CUB Eglys de la Cruz | 394          | 10.2 | 10.7 | 10.4 | 10.0 | 10.6 | 9.6  | 10.4 | 10.3 | 10.4 | 10.7 | 103.3 | 497.3 |      |
| Medalha de bronze | MEX Rosa Peña        | 393          | 9.5  | 10.0 | 10.7 | 10.6 | 9.9  | 10.0 | 10.3 | 9.9  | 10.3 | 10.5 | 101.7 | 494.7 |      |
| 4                 | USA Meghann Morrill  | 391          | 9.5  | 10.6 | 9.8  | 10.5 | 10.7 | 9.2  | 10.8 | 10.1 | 10.2 | 10.2 | 101.6 | 492.6 |      |
| 5                 | ECU Sofía Padilla    | 391          | 9.6  | 10.3 | 9.7  | 10.0 | 10.0 | 10.2 | 9.1  | 8.9  | 10.3 | 10.6 | 98.7  | 489.7 |      |
| 6                 | MEX Alexis Martínez  | 391          | 9.6  | 10.8 | 10.6 | 10.3 | 9.3  | 9.4  | 8.4  | 9.5  | 10.5 | 9.8  | 98.2  | 489.2 |      |
| 7                 | ESA Melissa Mikec    | 388          | 10.6 | 10.0 | 10.3 | 10.0 | 10.8 | 9.8  | 10.4 | 9.5  | 9.3  | 10.3 | 101.0 | 489.0 |      |
| 8                 | VEN Marlil Romero    | 390          | 9.9  | 10.4 | 9.3  | 10.3 | 10.3 | 10.3 | 10.2 | 9.0  | 9.3  | 10.0 | 99.0  | 489.0 |      |